# 1re étape du Tour d'Italie 1999
Pour un article plus général, voir Tour d'Italie 1999.
La 1re étape du Tour d'Italie 1999 s'est déroulée le 15 mai dans la région de la Sicile. Le parcours de 175 kilomètres reliait Agrigente, dans la province éponyme à Modica, dans celle de Raguse. Elle a été remportée par l'Italien Ivan Quaranta de la formation italienne Mobilvetta.

## Récit
Un jeune sprinteur méconnu au palmarès quasi-vierge crée la surprise en remportant cette étape et en endossant le Maillot Rose : Ivan Quaranta.

## Classement de l'étape
| \| 1. \| Ivan Quaranta \| \| Mobilvetta \| en \| \| \| 2. \| Jeroen Blijlevens \| \| TVM-Farm Frites \| + \| 0 s \| \| 3. \| Mario Cipollini \| \| Saeco \| \| m.t. \| |                   |  |                 |    |      |
| 1. | Ivan Quaranta     |  | Mobilvetta      | en |      |
| 2. | Jeroen Blijlevens |  | TVM-Farm Frites | +  | 0 s  |
| 3. | Mario Cipollini   |  | Saeco           |    | m.t. |

## Classement général
| \| 1. \| Ivan Quaranta \| \| Mobilvetta \| en \| \| \| 2. \| Jeroen Blijlevens \| \| TVM-Farm Frites \| + \| 4 s \| \| 3. \| Massimo Apollonio \| \| Vini Caldirola \| \| 6 s \| |                   |  |                 |    |     |
| 1. | Ivan Quaranta     |  | Mobilvetta      | en |     |
| 2. | Jeroen Blijlevens |  | TVM-Farm Frites | +  | 4 s |
| 3. | Massimo Apollonio |  | Vini Caldirola  |    | 6 s |